# Aeroportul Yenişehir
Aeroportul Yenişehir (IATA: YEI, ICAO: LTBR) este un aeroport din Bursa, Provincia Bursa, Turcia ce deservește zona Yenişehir⁠(d). Aeroportul a fost tranzitat în 2022 de 112.211 pasageri. A fost deschis în 2000 și numit după zona deservită.
Situat la o altitudine de 233 m, aeroportul dispune de 2 piste. Este operat de General Directorate of State Airports (Turkey)⁠(d).

## Infrastructură

### Piste
Aeroportul dispune de 2 piste. Pista 07R/25L are suprafața de beton și dimensiunile 2.993 m × 30 m. Pista 07L/25R are suprafața de beton și dimensiunile 2.993 m × 45 m. 